# إعادة الولادة (تنفس)
إعادة الولادة هو نوع من عمل التنفس الذي اقترحه ليونارد أور. بمبدأ أن التنفس الصحيح يمكن أن يعالج الأمراض ويخفف الألم.
ابتكر أور علاجًا لإعادة التنفس في السبعينيات. وادعى أنه يمكن استخدام تقنيات التنفس لتطهير ذكريات الطفولة المؤلمة التي تم قمعها.
إعادة الولادة، هو أحد الممارسات التي انتقدها خبراء مكافحة الطائفة مارغريت سينجر وجانجا لاليش في كتاب العلاجات المجنونة: ما هي هل يعملون؟. يكتب سينجر ولاليش أن مؤيدي هذه الممارسات الغريبة فخورين بنهجهم غير العلمي، وهذا يجذب العملاء غير العقلانيين. في عام 2006، شاركت لجنة تتألف من أكثر من مئة خبير في مسح للعلاجات النفسية. اعتبروا أن علاج إعادة الولادة يمكن أن يفقد مصداقيته.